# Гней Клавдий Север (консул 235 года)
Гней Клавдий Север (лат. Gnaeus Claudius Severus) — римский политический деятель и сенатор первой половины III века.

## Биография
Семья Гнея Клавдия Севера происходила из пафлагонского города Помпейополис. Он состоял в родстве с династией Антонинов через своего деда, консула 173 года, Гнея Клавдия Севера, который был женат на старшей дочери императора Марка Аврелия и Фаустины Младшей Аннии Аврелии Галерии Фаустине. Предположительно, его отцом мог быть консул 200 года Тиберий Клавдий Север Прокул, а сестрой — третья супруга императора Гелиогабала Анния Аврелия Фаустина.
О карьере Севера известно только лишь то, что в 235 году он занимал должность ординарного консула с правнуком императора Луция Вера Луцием Тиберием Клавдием Аврелием Квинтианом.